# Prasinoderma coloniale
Prasinoderma coloniale – gatunek morskich glonów z zaliczanej do roślin grupy Prasinodermatophyta.

## Budowa
Komórki tworzą luźne kolonie. Komórki żółtawozielone, kokalne, czyli w przybliżeniu kuliste i bez wici, o średnicy od 2,5 do 5,5 μm. Otoczone ścianą komórkową o różnej liczbie warstw, bez łusek i wypustek. Grubość ściany komórkowej: 0,04–0,12 μm.
Komórki zawierają jeden kubeczkowaty dwupłatowy chloroplast zajmujący dużą jej część tak, że pozostałe organella są przez niego otoczone. Jądro komórkowe leży przy jednym z jego płatów, a aparat Golgiego przy drugim. Elipsoidalny pirenoid otoczony jest skrobiową osłonką. Do jego macierzy wchodzą wypustki z chloroplastu i mitochondrium.
Analiza genetyczna wskazuje, że organizm ten potencjalnie może wytwarzać wici. Ich brak, a nawet brak kinetosomów u obserwowanych osobników może oznaczać, że jednak potencjał ten nigdy nie jest wykorzystywany albo uwicione komórki żyją krótko (podobnie jak plemniki) i nie było okazji do ich obserwacji.

## Biologia i ekologia
Genom Prasinoderma coloniale zawiera 25,3 Mpz i zorganizowany jest w 22 chromosomy. Pary GC stanowią jego 69,8%. 6,51% genomu stanowią powtórzenia. Zidentyfikowano około 7 tysięcy genów kodujących białka, z których 95% jest znanych z baz danych zawierających dane pozyskane z innych gatunków.
Podstawowe barwniki fotosyntetyczne to chlorofile: a i b oraz dwa ksantofile: prazynoksantyna i uriolid. Oprócz nich występują też: neoksantyna, wiolaksantyna, luteina, zeaksantyna, β-karoten oraz Mg-2,4-D. U tego gatunku znaleziono wiele białek tworzących kompleksy zbierające światło – łącznie z pokrewnymi im białkami – 41. Obecność niektórych enzymów, w tym anhydraz węglanowych δ i γ, wskazuje, że Prasinoderma coloniale przeprowadza fotosyntezę podobną do typu C4, co pozwala wydajniej wykorzystywać małą ilość dwutlenku węgla w wodzie.
Jak na organizm roślinny Prasinoderma coloniale ma wyjątkowo mało enzymów związanych z metabolizmem węglowodanów, co tłumaczone jest prostą budową chemiczną ściany komórkowej. Nie znaleziono genów odpowiedzialnych za syntezę celulozy, mannanu czy ksylanu. Wytwarza i metabolizuje skrobię. Znaleziono kilka genów ze szlaku metabolizmu chitozanu, jak również geny odpowiedzialne za syntezę polisacharydów homologiczne z genami występującymi u bakterii, w tym potrzebne do syntezy peptydoglikanu. Rzeczywisty skład węglowodanów tworzących ścianę komórkową nie jest znany (stan na 2020).
Jest jedynym (stan na 2020) organizmem eukariotycznym, u którego występują dwa szlaki syntezy NADH – asparaginianowy (prawdopodobnie przejęty od endosymbiotycznych sinic, zachowany u większości roślin) i kinureninowy (typowy dla eukariontów, zachowany u krasnorostów, a zanikły u większości roślin). Możliwe, że u tego gatunku synteza NADH zachodzi na szlaku asparaginianowym, a szlak kinureninowy jest wykorzystywany do syntezy kwasu pikolinowego ułatwiającego asymilację żelaza, pierwiastka, który bywa czynnikiem limitującym w oligotroficznym środowisku oceanicznym.
Nie potrafi wytwarzać niektórych witamin z grupy B. W przypadku biotyny jest jedyną rośliną o takiej cesze. Auksotrofia wobec tiaminy i kobalaminy jest częstsza u różnych prazynofitów.
W jej proteomie występuje ponadprzeciętna liczba selenoprotein.
Prasinoderma coloniale rozmnaża się przez podział komórki. Potomne komórki nie są równocenne – jedna jest nieco większa i pozostaje w starej ścianie komórkowej, a druga jest uwalniania przez pęknięcie (zwykle niewielkie, rzadko prowadzące do poważnego rozerwania ściany). Ponieważ w czasie podziału obie komórki wytwarzają nową ścianę, po podziale jedna pozostaje z jednowarstwową ścianą, a druga ze ścianą zbudowaną również z warstw pochodzących z komórek macierzystych z przerwą w miejscu uwalniania komórki potomnej. W warunkach hodowlanych podział komórki zaczyna się na początku nocy i trwa prawie do jej końca. Pierwszą godzinę zajmuje podział chloroplastu i pirenoidu, po którym następuje dalszy podział i uwolnienie jednej z komórek i wzrost pozostałej. Nie zaobserwowano rozmnażania płciowego, jednak obecność niektórych genów odpowiedzialnych u innych gatunków za mejozę wskazuje na potencjalną możliwość zachodzenia procesów płciowych.
Jest elementem oceanicznego fitoplanktonu – ze względu na rozmiar – pikoplanktonu.

## Odkrycie i pozycja taksonomiczna
Gatunek opisano w 1996 roku z prób planktonu pobranego w 1990 roku przez japońskich badaczy z powierzchniowej warstwy (do głębokości 150 m) wód Oceanu Spokojnego – od Morza Salomona do wybrzeży Honsiu. Stwierdzono go w większości prób, a za miejsce typowe uznano powierzchnię oceanu o współrzędnych 16°25'N, 143°29'E. Udało się go hodować, stąd opisy dotyczą warunków hodowlanych.
Gatunek uznano za przedstawiciela prazynofitów na tyle odmienny, że wyodrębniono dla niego nowy rodzaj Prasinoderma. Nazwa ta nawiązuje do barwy – w języku greckim πράσινος (prasinos) oznacza jeden z odcieni zieleni (odpowiadający kolorowi naci pora), a δέρμα (derma) oznacza skórę. Epitet gatunkowy coloniale również ma grecki źródłosłów, nawiązując do kolonijnej postaci życiowej tego gatunku.
W momencie opisania jako nowy gatunek został on uznany za gatunek typowy nowego rodzaju Prasinoderma Hasegawa et Chihara 1996. Wówczas uznano, że najbliższe mu są gatunki z rodziny Pycnococcaceae i rzędu Mamiellales, o czym świadczy zestaw barwników fotosyntetycznych. Dalsze badania molekularne genomu chloroplastów potwierdziły bliskie pokrewieństwo z rodzajem Prasinococcus, z którym Prasinoderma tworzy wspólny klad, i jednocześnie podważyły bliskie pokrewieństwo z rodzajem Pycnococcus. W związku z tym wyodrębniono rodzinę Prasinococcaceae i na nowo zdefiniowano rząd Prasinococcales. Ze względu na specyficzne cechy, z których niektóre uważane są za bardzo stare ewolucyjne, rząd ten połączono z siostrzaną grupą Palmophyllales w klasę Palmophyllophyceae i uważano początkowo za grupę zielenic (Chlorophyta) będącą grupą siostrzaną dla wszystkich pozostałych zielenic. Dalsze badania wskazują, że genom Prasinoderma coloniale jest prawie tak samo podobny (mniej więcej w ⅓) do dwóch linii roślin zielonych: Chlorophyta i Streptophyta. Oznacza to, że klad zawierający ten gatunek jest równorzędny tym dwóm kladom, a rośliny zielone należy dzielić na trzy grupy. Trzecią grupę nazwano Prasinodermatophyta, a pewne cechy wspólne z roślinami spoza grupy roślin zielonych, tj. krasnorostami i glaukofitami, wskazują, że oddzieliła się ona od pozostałych roślin, zanim te rozdzieliły się na Chlorophyta i Streptophyta.